# Steiner Gábor (politikus)
Steiner Gábor (Komárom, 1887. szeptember 9. – Buchenwald, 1942. október 8.) nyomdász, politikus.

## Élete
Fiatalon bejárta Csehországot, Németországot és Svájcot. 1904-től a nyomdász-szakszervezet tagja lett, 1906-tól pedig részt vett a Szociáldemokrata Párt munkájában. Belépett a Kommunisták Magyarországi Pártjába. Aktívan részt vállalt a Magyarországi Tanácsköztársaság kiépítésében, majd a Vörös Hadseregben is szolgált. A Tanácsköztársaság bukása után halálra ítélték, de Csehszlovákiába szökött. 
Egyik alapítója volt a Csehszlovák Kommunista Pártnak. 1929-től a párt Központi Bizottságának tagja, 1938-ig pedig a párt képviselője, majd szenátora lett. 
Parlamenti felszólalásaiban erélyesen síkraszállt a nemzetiségi jogokért és a nemzeti egyenjogúságért. A német megszállás után, 1939. március 30-án Prágában letartóztatták és Drezdába, Dachauba, majd a buchenwaldi koncentrációs táborba hurcolták, ahol életét vesztette. 

## Emléke
- Szabó Béla 1968-ban Hűség címmel életrajzi regényt írt róla
- A rendszerváltás előtt nevét viselte a komáromi hajógyár